# Iveco 480

L'IVECO 480 TurboCity est un autobus urbain fabriqué entre 1989 et 1996 par le constructeur italien IVECO division Bus dans son usine de Valle Ufita.
Il succède à l'autobus urbain Fiat 471 U-EffeUno de 1980. IVECO Bus a pris la suite de Fiat Bus en 1975.
Le 480 TurboCity était disponible en trois versions : 
- Iveco 480 autobus urbain
- Iveco 580 suburbain / ligne banlieue
- Iveco 680 ligne régulière

en plusieurs longueurs : 9,5-10,5-12 m et articulé de 18 m.
Il existe également une version trolleybus Iveco 2480 dont la partie traction électrique est réalisée par la société italienne spécialisée dans ce domaine, Socimi.
Comme de coutume chez les Italiens, les modèles sont équipés de 2, 3 ou 4 portes latérales d'accès, d'un display de signalisation du trajet à l'avant et latéral, d'une installation audio, et de la climatisation. 
C'est le premier bus urbain de la gamme Iveco et un des tout  premiers au monde à disposer d'un plancher plat et surbaissé.
Des véhicules ont également été carrossés par Mauri, Seac-Viberti, Portesi ou De Simon, dans des versions urbaines et de ligne.

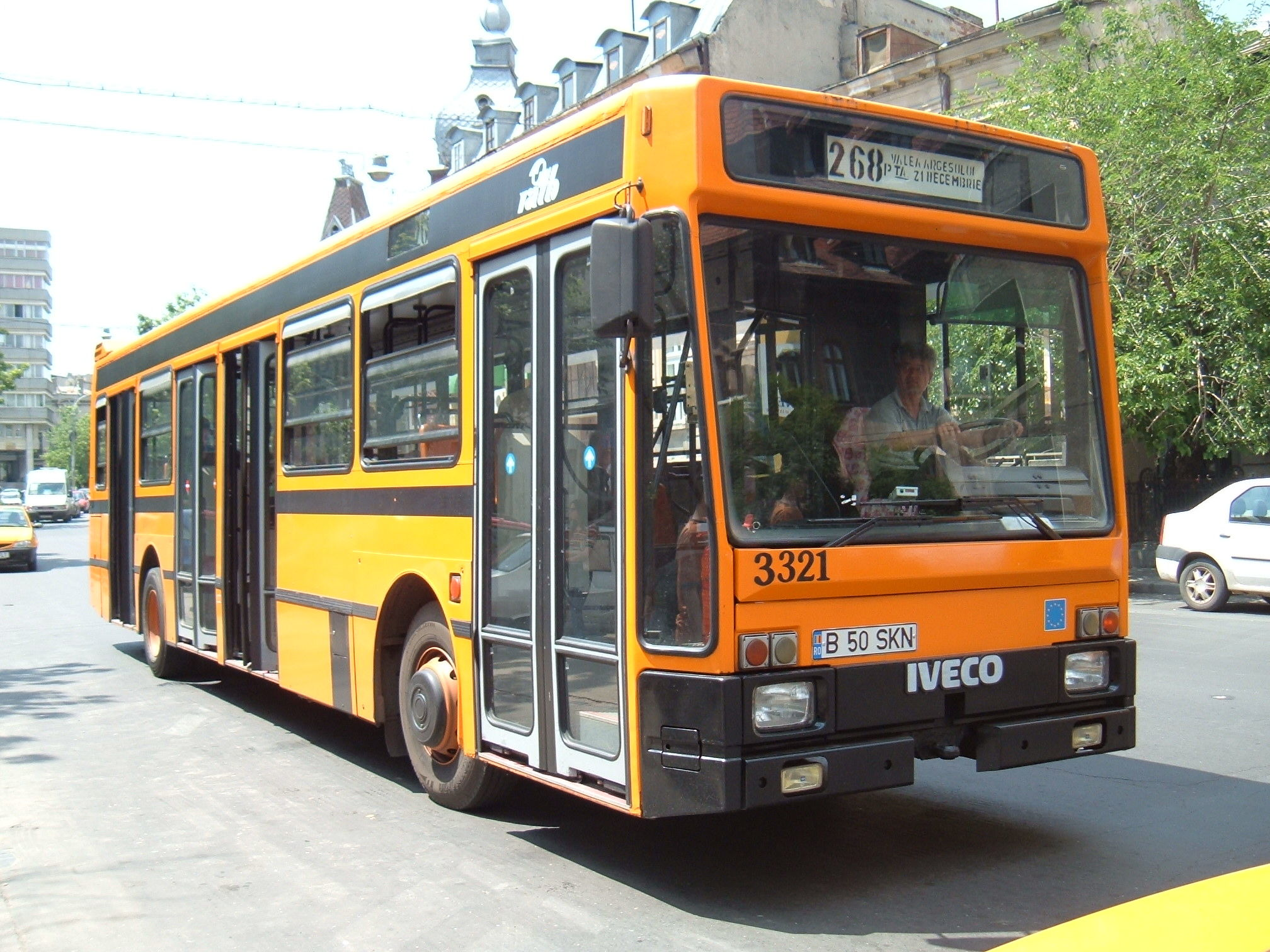
Iveco 480 TurboCity de RATB București

## Les différents modèles de série
- 480.12.21 - 1989/92
  - Type : urbain
  - Longueur : 12 m
  - Nb places : 116
  - Nb portes : 3 (4 portes pour le marché italien)
  - Moteur : Fiat 8460.21 diesel - 9 500 cm3 - 210 cv

- 580.12.21 - 1989/1991
  - Type : suburbain / banlieue
  - Longueur : 12 m
  - Nb places : 105
  - Nb portes : 2
  - Moteur : Fiat 8460.21 diesel - 9 500 cm3 - 210 cv

- 480.10.21 - 1990/1992
  - Type : urbain
  - Longueur : 10,5 m
  - Nb places : 92
  - Nb portes : 3
  - Moteur : Fiat 8460.21 diesel - 9 500 cm3 - 210 cv

- 580.10.21 - 1990
  - Type : suburbain / banlieue
  - Longueur : 10,5 m
  - Nb places : 92
  - Nb portes : 2
  - Moteur : Fiat 8460.21 diesel - 9 500 cm3 - 210 cv

- 480.9.21 - 1991
  - Type : urbain
  - Longueur : 9,5 m
  - Nb places : 92
  - Nb portes : 3
  - Moteur : Fiat 8460.21 diesel - 9 500 cm3 - 210 cv

- 480.18.29 - 1992/94
  - Type : urbain
  - Longueur : 18 m articulé
  - Nb places : 181
  - Nb portes : 4
  - Moteur : Fiat 8460.41B diesel - 9 500 cm3 - 290 cv

- 680.12.24 - 1991/96
  - Type : ligne régulière banlieue
  - Longueur : 12 m
  - Nb places assises : 68
  - Nb portes : 2
  - Moteur : Fiat 8460 diesel - 9 500 cm3 - 240 cv

- 2480.12/18 - 1991/96
  - Autre dénomination : Socimi 8843 / Socimi 8845
  - Type : trolleybus
  - Longueur : 12,00 / 18,00 m
  - Nb places assises : 191 / 131
  - Nb portes : 4 / 3
  - Moteur : Marelli / Ansaldo

## Diffusion
Le modèle TurboCity, produit à plusieurs milliers d'exemplaires, a été l'autobus urbain le plus diffusé en Italie et dans de nombreux pays d'Europe de l'Est. Outre les grandes villes italiennes comme Milan, Rome et Turin où il en avait acquis le monopole, il est encore en service dans des capitales étrangères, de l'Europe de l'Est notamment et en Afrique. Le TurboCity a trouvé de nombreux débouchés à l'étranger : Suisse, Allemagne, Roumanie et ex bloc soviétique et est souvent revendu en Afrique. 

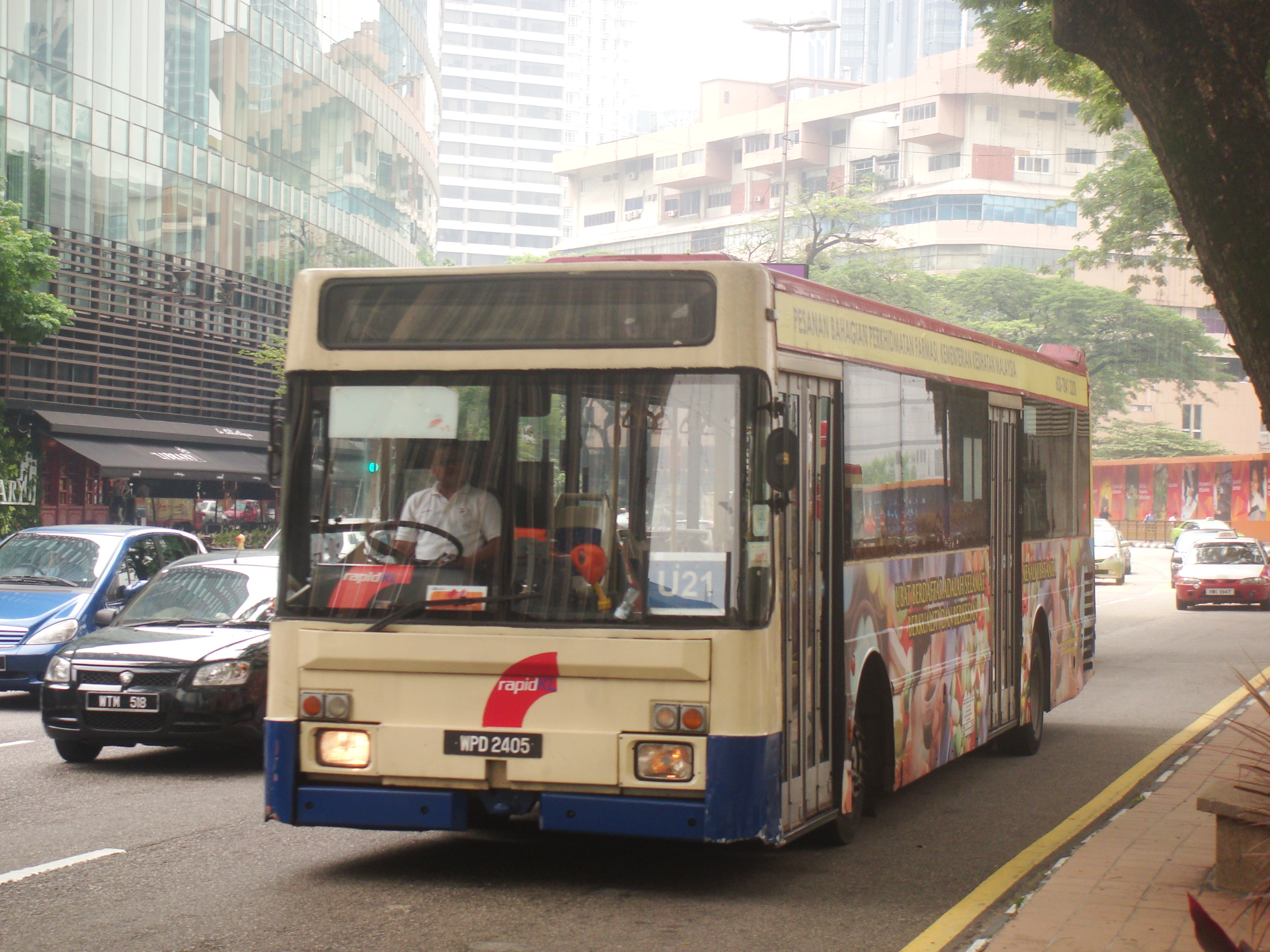
Un Iveco 480 TurboCity de la Rapid KL à Kuala Lumpur en Malaisie

Plusieurs dizaines d'exemplaires d'une version spéciale Iveco Turbocity 580.12.21 a été réalisée avec conduite à droite pour la compagnie de service urbain Rapid KL de Kuala Lumpur, en Malaisie. 
Le TurboCity a été remplacé en 1997 par le modèle Iveco 490 TurboCity UR Green sans grande évolution notable au niveau carrosserie extérieure si ce ne sont les portes, mais avec une motorisation respectant les sévères critères anti-pollution. Le TurboCity a dû être retiré de la circulation en Italie au plus tard le 31 octobre 2010 à la suite de la Loi italienne qui impose le respect des normes Euro 4 pour tous les bus.